# Хоточина
Хоточина је насељено мјесто у општини Пале, Република Српска, БиХ. Према попису становништва из 1991. у насељу је живјело 213 становника.

## Историја
У усташко-немачкој офанзиви на источну Босну у јануару 1942. године побијено је 726 лица српске националности, а 1.470 је заробљено. У својим извештајима усташе истичу да су те жртве наводно били устаници. Баш у то доба на подручју Романије стиже Францетићева „црна легија“. Свирепост по којој је била позната та легија је убрзо показала масовним убијањем српског живља и паљењем њихових кућа. Прво су се устремили на села Боговође и Росуље. Села су запалили а нејач која није могла изећи поклали. Из Хоточине и ближе околине заклали су 150 Срба. Са Пала и из ближе околине страдало је 30 Срба. Ништа мање нису страдала ни насеља Соколац, Под-романија и Газиводе.

## Становништво
| Демографија | Демографија | Демографија |
| Година      | Становника  | Становника  |
| ----------- | ----------- | ----------- |
| 1961.       | 350         |             |
| 1971.       | 292         |             |
| 1981.       | 256         |             |
| 1991.       | 213         |             |